# Léonce Legendre
 (novembre 2019).
Léonce Alexis Legendre, né à Bruges le 11 mars 1831 et mort à Tournai le 11 juillet 1893, est un peintre belge. 
Il fut également professeur et directeur de l'Académie des beaux-arts de Tournai. 

## Biographie
Léonce Legendre prend tout d'abord des cours à l'Académie de Bruges, sa ville natale, dont le directeur, Edouard Wallays, est son beau-frère. Il y remporte le prix d'excellence en 1856 et entre ensuite à l'Académie d'Anvers. En 1857 il se présente une première fois au Prix de Rome belge, est admis aux études préparatoires mais est refusé au concours car il n'a pas respecté les règles et a exécuté un tableau non conforme à l'esquisse. Il part alors pour Paris, travailler dans l'atelier du peintre d'histoire François Édouard Picot. 
En 1860 il se représente le concours de Rome, où il est cette fois classé premier. Ce prix lui permet de partir en Italie pour quatre ans, de parcourir le pays tout en peignant et en copiant des Titien et des Andrea del Sarto. il rentre en Belgique en 1864, et se marie. En 1866, il postule pour le poste de premier professeur de dessin à l'Académie de dessin de Tournai, où il est nommé directeur l'année suivante. 
Durant 27 ans il enseigne à Tournai et s'investit dans l'éveil artistique de la ville. Il est membre fondateur du Cercle artistique de Tournai et participe à la création du musée des Antiquités et Arts décoratifs de la ville. Il meurt, très malade, en 1874 dans sa ville d'adoption. 
Léonce Legendre était un peintre réaliste, auteur de scènes et de portraits. 

## Collections publiques
- Résurrection du fils de la veuve de Naïm, 1860, Musée Groeninge de Bruges
- Périmèle, Nymphe de Capri, 1864, Musée des beaux-arts de Tournai
- Achille tuant Hector, Musée Groeninge, Bruges

## Galerie

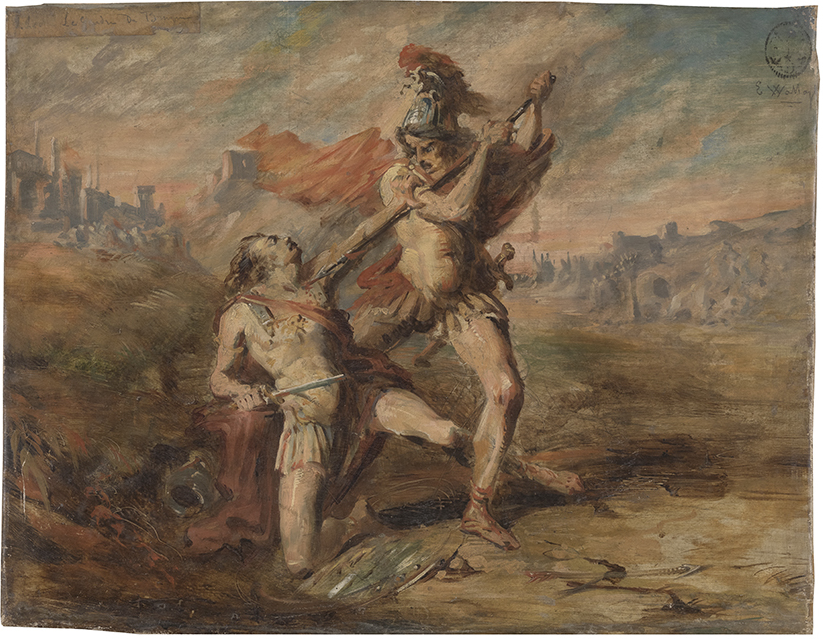
Achille tuant Hector.
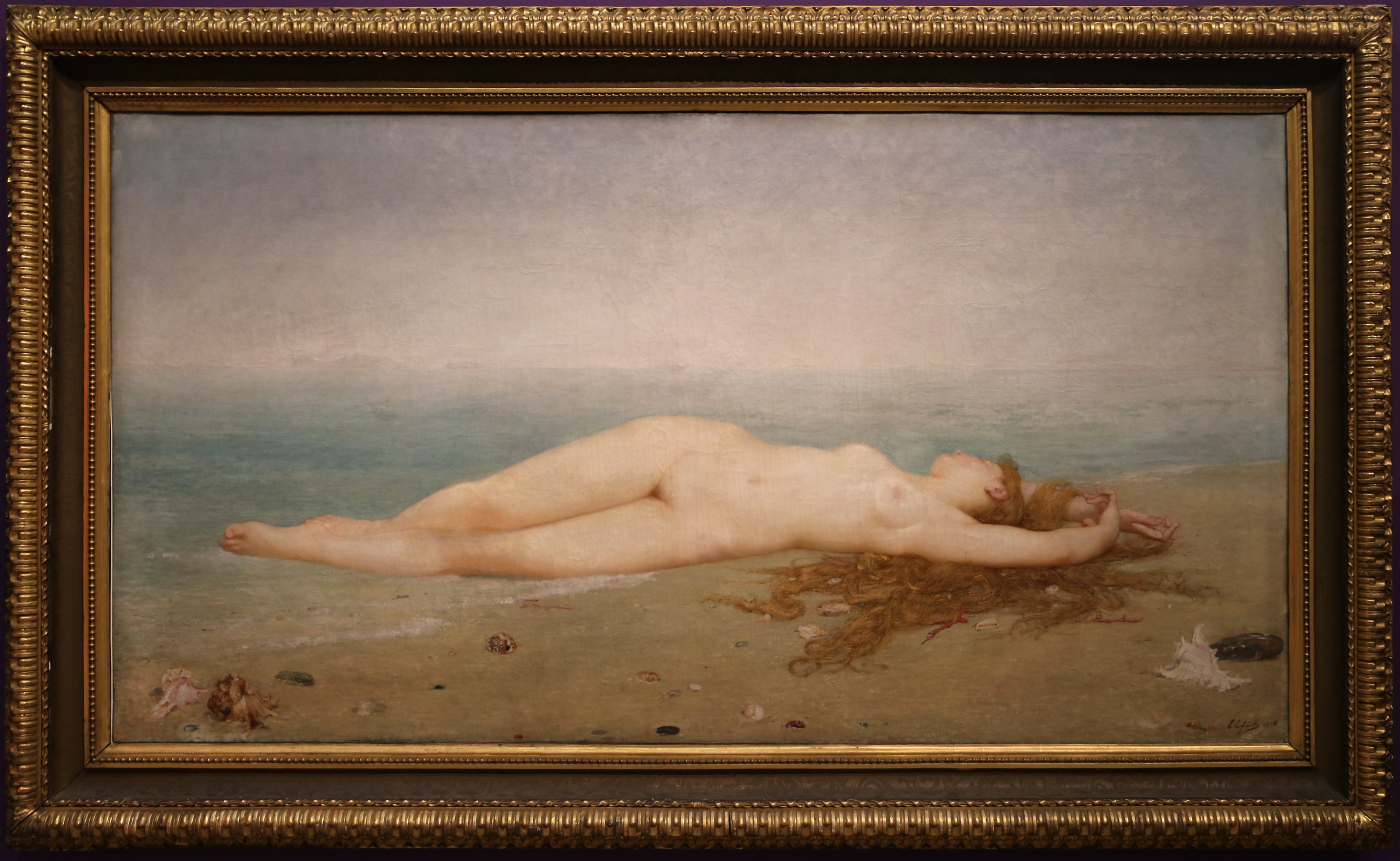
Périmèle, nymphe de Capri.
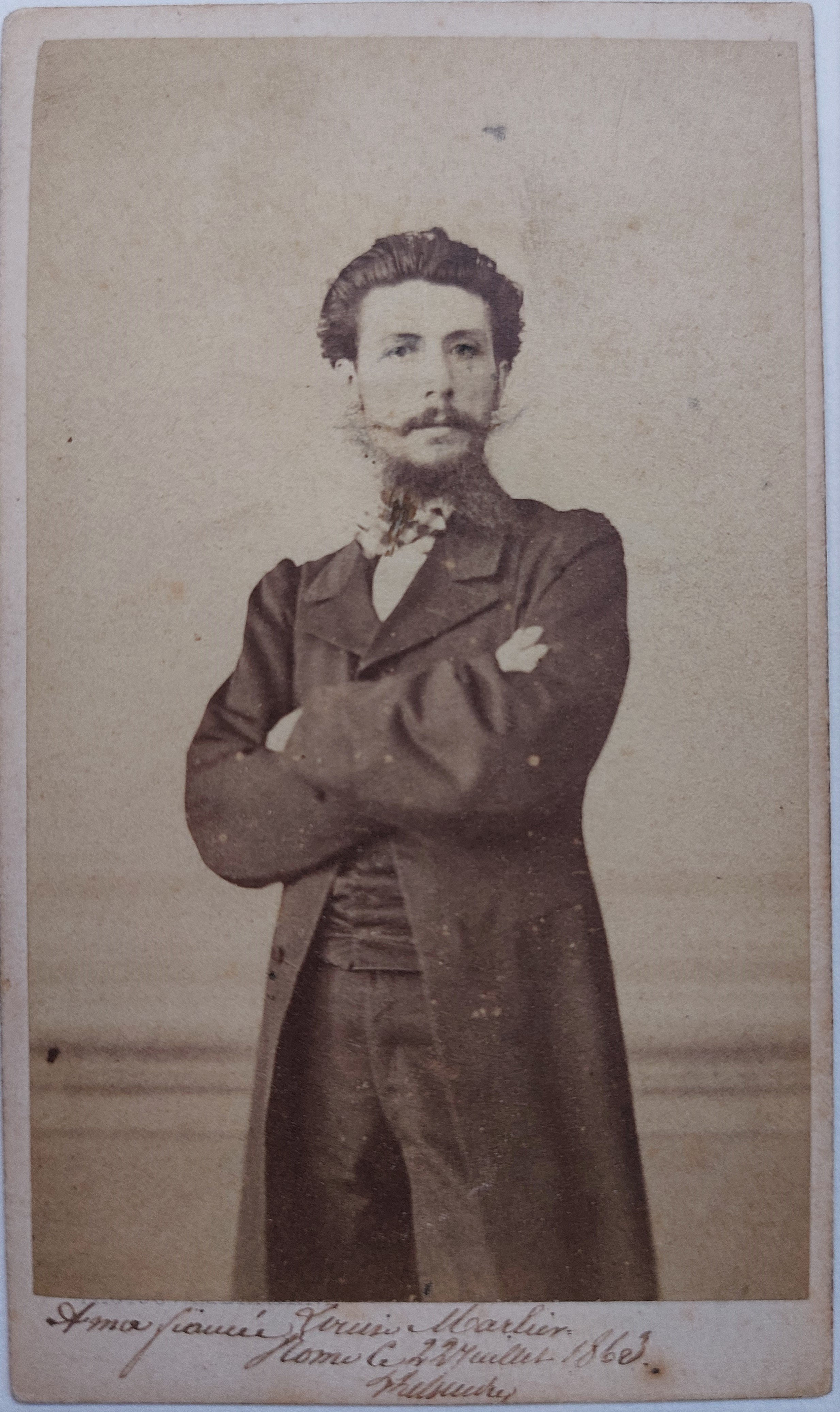
Photographie de Léonce Legendre (32 ans) lors de son séjour à Rome en 1863 ; Collection privée
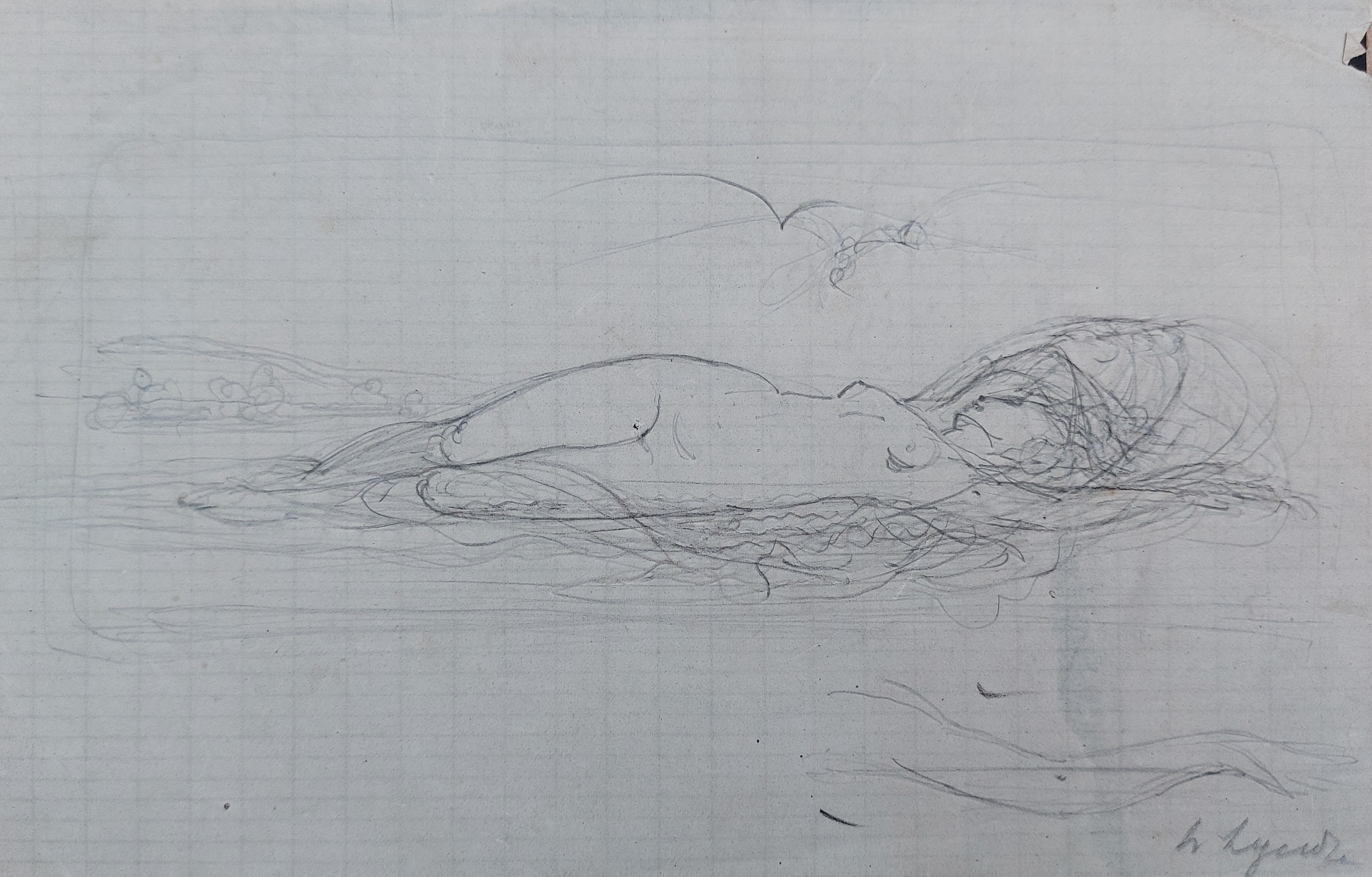
Léonce Legendre, Périmèle. Nymphe de Capri (croquis). Mine de plomb sur papier, 13,5 x 21 cm ; Collection privée